# Val-de-Saâne
Val-de-Saâne é uma comuna francesa na região administrativa da Normandia, no departamento de Sena Marítimo. Estende-se por uma área de 13,81 km². Em 2010 a comuna tinha 1 530 habitantes (densidade: 110,8 hab./km²).